# لينارت نيلسون (كاتب)
لينارت نيلسون (بالسويدية: Lennart Nilsson)‏ هو مصور وكاتب سويدي، ولد في 24 أغسطس 1922 في سترينغنس في السويد، وتوفي في 28 يناير 2017 في ستوكهولم في السويد.

## وصلات خارجية
- لينارت نيلسون على موقع مونزينجر (الألمانية)
- لينارت نيلسون على موقع ديسكوغز (الإنجليزية)